# Stanbrook
L'Stanbrook era un vaixell carboner britànic que el 28 de gener de 1939 al vespre va salpar del port d'Alacant carregat de refugiats republicans en direcció a Orà.

## Característiques i historial
Pesava 1.383 tones, feia 230,1 × 34 peus (70,1 × 10,4 m), assolia una velocitat màxima de 12 nusos i tenia capacitat per a 24 tripulants.
Fou construït el 1909 per la Tyne Iron Shipbuilding Co Ltd, a les drassanes de Willington, amb el número 124287, per a la companyia Fisher Renwick Manchester-London Stamers, que el batejà com a Lancer. El 1937 va ser comprat per la Stanhope Steamship Co, i rebatejat com Stanbrook. Aquest mateix any es va dur a terme una altra operació comercial, per mitjà de la qual va acabar en mans de la naviliera grega G.M. Mavroleon, que li va canviar el nom pel de Polyfloisvios, encara que finalment va tornar als seus anteriors amos, que li van retornar el de Stanbrook. Va quedar sota el comandament del capità Archibald Dickson.

## Participació en la Guerra Civil espanyola
El 1939 el port d'Alacant es trobava bloquejat per l'armada del general Franco i avions de l'Alemanya nazi, la qual cosa va convertir en tasca gairebé impossible l'arribada dels vaixells contractats pel govern de la Segona República per evacuar els milers de refugiats amuntegats en el port. L'amenaça d'enfonsament va provocar que la gran majoria de navilieres incomplís els compromisos, ja pagats, i desistís d'apropar-se a aigües espanyoles.
L'Stanbrook va poder burlar el bloqueig i salpar amb prop de dos mil set-centes persones a bord, que excedien amb escreix la seva capacitat, la qual cosa el va obligar a navegar escorat, per sota de la línia de flotació. La travessia, d'un dia, no va culminar fins a arribar a Orà, on les autoritats colonials franceses només van permetre el desembarcament a dones i nens, i el van negar a la resta, que van romandre a bord durant diversos mesos, alimentats gràcies als paquets enviats des de terra per altres espanyols exiliats. Finalment, de manera progressiva, es va autoritzar a desembarcar els homes, que eren escorcollats per por que portessin damunt armes de foc. Entre els que fugiren hi havia el militar esperantista Julio Mangada Rosenörn i part de la seva família o els dirigents valencianistes Josep i Angelí Castanyer.
La gesta heroica de l'Stanbrook ha quedat perpetuada a Alacant donant el nom del vaixell anglès a un carrer de la ciutat.
L'Stanbrook va tenir un final tràgic només uns mesos després, en ser enfonsat pel torpede d'un submarí alemany. El capità Dickson va morir en l'enfonsament. En els camps de concentració d'Algèria, on van acabar molts dels refugiats espanyols, es va guardar un minut de silenci en la seva memòria.